# Claudio Di Noto Rama
Claudio Antonio Di Noto Rama (Villa Soldati, Provincia de Buenos Aires, 10 de enero de 1991) es un piloto argentino de automovilismo de velocidad. Iniciado en el ambiente de los monoplazas, compitió a nivel zonal y nacional en diferentes categorías de fórmulas, siendo partícipe de las categorías Fórmula Renault Argentina y Fórmula Metropolitana. Compitió también en categorías de turismo, siendo debutante en la divisional TC Pista Mouras de la Asociación Corredores de Turismo Carretera en el año 2009. De esta categoría se consagraría campeón años más tarde, al coronarse en el año 2014 a bordo de una unidad Dodge Cherokee. La obtención de este título, le permitió ser acreedor del ascenso a la divisional TC Mouras, en la que compite desde el año 2015.

## Resumen de carrera
| Año       | Categoría                               | Marca              |
| --------- | --------------------------------------- | ------------------ |
| 2006-2007 | Piloto de karts                         | Karting            |
| 2008      | Debut en Fórmula 4 Argentina, 1 carrera | Crespi-Renault K4M |
| 2009      | Fórmula 4 Argentina, 3º                 | Crespi-Renault K4M |
| 2009      | Debut en TC Pista Mouras, 1 carrera     | Dodge Cherokee     |
| 2010      | Fórmula 4 Argentina, 1 carrera          | Crespi-Renault K4M |
| 2010      | Debut en Fórmula Renault Argentina      | Crespi-Renault K4M |
| 2014      | Campeón de TC Pista Mouras              | Dodge Cherokee     |
| 2015      | Debut en TC Mouras                      | Ford Falcon        |

- [3]
- [4]

## Resultados

### TC Pista Mouras
| Año                  | Año            | Fechas | Fechas | Fechas | Fechas | Fechas | Fechas | Fechas | Fechas | Fechas | Fechas | Fechas | Fechas | Fechas | Fechas | Posición final     |
| Equipo               | Automóvil      | Fechas | Fechas | Fechas | Fechas | Fechas | Fechas | Fechas | Fechas | Fechas | Fechas | Fechas | Fechas | Fechas | Fechas | Posición final     |
| -------------------- | -------------- | ------ | ------ | ------ | ------ | ------ | ------ | ------ | ------ | ------ | ------ | ------ | ------ | ------ | ------ | ------------------ |
| 2009                 | 2009           | 01     | 02     | 03     | 04     | 05     | 06     | 07     | 08     | 09     | 10     | 11     | 12     | 13     | 14     | 45.º (1.00 punto)  |
| CG Racing            | Dodge Cherokee | -      | -      | -      | -      | -      | -      | -      | -      | -      | -      | -      | -      | 21     | -      | 45.º (1.00 punto)  |
|                      |                |        |        |        |        |        |        |        |        |        |        |        |        |        |        |                    |
| 2014                 | 2014           | 01     | 02     | 03     | 04     | 05     | 06     | 07     | 08     | 09     | 10     | 11     | 12     | 13     | 14     | 1º (584.50 puntos) |
| Santagata Motorsport | Dodge Cherokee | 7º     | 6º     | Ex.    | 8º     | 24     | 7º     | 2º     | 7º     | 4º     | 21     | 1º     | 8º     | 4º     | 2º     | 1º (584.50 puntos) |

### TC Mouras
| Año                      | Año         | Fechas | Fechas | Fechas | Fechas | Fechas | Fechas | Fechas | Fechas | Fechas | Fechas | Fechas | Fechas | Fechas | Fechas | Posición final     |
| Equipo                   | Automóvil   | Fechas | Fechas | Fechas | Fechas | Fechas | Fechas | Fechas | Fechas | Fechas | Fechas | Fechas | Fechas | Fechas | Fechas | Posición final     |
| ------------------------ | ----------- | ------ | ------ | ------ | ------ | ------ | ------ | ------ | ------ | ------ | ------ | ------ | ------ | ------ | ------ | ------------------ |
| 2015                     | 2015        | 01     | 02     | 03     | 04     | 05     | 06     | 07     | 08     | 09     | 10     | 11     | 12     | 13     | 14     | 5º (472.00 puntos) |
| Catalán Magni Motorsport | Ford Falcon | 15     | 7º     | 24     | 1º     | 23     | 4º     | 13     | 2º     | Ex.    | 6º     | 4º     | 14     | 3º     | 1º     | 5º (472.00 puntos) |

### TC 2000
| Año  | Equipo        | Auto            | 1   | 2   | 3     | 4     | 5    | 6    | 7   | 8   | 9  | 10 | 11  | 12  | 13    | 14    | 15     | 16     | 17  | 18  | 19  | 20 | 21 | 22  | 23  | Res. | Puntos |
| ---- | ------------- | --------------- | --- | --- | ----- | ----- | ---- | ---- | --- | --- | -- | -- | --- | --- | ----- | ----- | ------ | ------ | --- | --- | --- | -- | -- | --- | --- | ---- | ------ |
| 2016 |               |                 | SMM | SMM | CON I | CON I | BA I | BA I | SJO | SJO | LP | LP | CDU | CDU | BA II | BA II | CON II | CON II | RAF | RAF | AG  | RC | RC | PAR | PAR | -    | -      |
| 2016 | JM Motorsport | Renault Fluence |     |     |       |       |      |      |     |     |    |    |     |     |       |       |        |        |     |     | Ret |    |    |     |     | -    | -      |

## Palmarés
| Título  | Categoría       | Automóvil      | Año  |
| ------- | --------------- | -------------- | ---- |
| Campeón | TC Pista Mouras | Dodge Cherokee | 2014 |